# Sin pruebas
Without Evidence, comercializada en Español como Sin pruebas, es un thriller de 1995 coescrito por Gill Dennis y Phil Stanford. La película fue dirigida por Gill Dennis.

## Sinopsis
Se basa en la verdadera historia de Michael Francke, quien era el Jefe de Correcciones del estado de Oregón, antes de ser asesinado. Justo antes de su asesinato, Francke visita a su hermano y le informa de una operación de drogas que involucraba a sus colegas en la prisión. Cuando Michael es asesinado, su hermano comienza su propia investigación sobre el asesinato, lo que lo lleva a más mentiras y engaños.

## Reparto
- Scott Plank – Kevin Francke
- Anna Gunn – Liz Godlove
- Andrew Prine – John Nelson
- Angelina Jolie – Jodie Swearingen
- Paul Perri – Sgt Unsoeld
- Kristen Peckinpah – Katie Francke
- Alan Nause – Dale Penn
- Chris Mastrandrea – Anthony
- Danny Bruno – Sargento Fiel
- Ernnie Garrett – Michael Francke
- Eric Hull – David
- Ed Collier – Fiscal
- Geof Prysirr – Par Francke
- Michael Russo – Konrad Gracia
- Jason Tomlins – Frank Hable
- W. Earl Brown – Grace
- C. Nelson Norris – Hunsaker
- Ellen Wheeler – Bingta Francke